# إم دي أندرسون
مركز إم دي أندرسون لأمراض السرطان (بالإنجليزية: University of Texas MD Anderson Cancer Center) التابع لجامعة تكساس هو من أحد أبرز ثلاثة مراكز لعلاج أمراض السرطان في الولايات المتحدة الأمريكية. خُصِصَ المركز للعلاج إثر صدور قرار وطني لمواجهة كافة أمراض السرطان عام 1971م. والمركز كونه جزء من جامعة تكساس يمنح الشهادات الجامعية ويقوم بالأبحاث ومعالجة المرضى. يقع مركز إم دي أندرسون في «مركز تكساس الطبي» في مدينة هيوستن. من ستة لثمانية أعوام مضت حصل مركز إم دي أندرسون على المرتبة الأولى في العناية بمرضى السرطان. وذلك في دراسة إحصائية لأفضل مستشفيات الولايات المتحدة نشرت في «تقرير أخبار العالم والولايات المتحدة». وللمركز العديد من الإتفاقيات مع بعض الدول العربية.
أنُشئَ المركز بقرار من المشرع في ولاية تكساس عام 1942م لتكون عنصراً من منظومة جامعة تكساس.

## الرؤساء
تاريخياً تعاقب ثلاثة رؤساء تنفيذين على إم دي أندرسون:
- الدكتور آر. لي كلارك (1946 - 1978)
- الدكتور تشارلز ليميستر (1978 - 1996)[4]
- الدكتور جون مينديلسون (1996 - 2011)[5]
- الدكتور رونالد ديبينيو (2011 - 2017)[6]
- الدكتور بيتر و.ت. بيسترز (2017 - حتى الآن)[7]

## نمو المركز في الولايات المتحدة
ينمو المركز بشكل كبير إذ زاد حجمه بنسبة 50٪ في السنوات العشر الماضية. يضم مجمع المركز الآن أكثر من 680 سريرًا للمرضى الداخليين،  والعديد من مباني الأبحاث ومباني العيادات الخارجية، ومبنيين مكاتب أعضاء هيئة التدريس، وفندق عائلي للمرضى بالإضافة إلى مرافق أخرى خارج الموقع للإستخدام السريري والبحثي.
تشمل مشاريع البناء التي جرى الانتهاء منها مؤخرًا مبنيين بحثيين جديدين في الحرم الجامعي الجنوبي في إم دي أندرسون وإضافة تسعة طوابق يمكن أن تستوعب أكثر من 300 سرير جديد للمرضى الداخليين في مستشفى ألكيك بالحرم الجامعي الشمالي.
افُتتحَتْ أول منشأة إم دي أندرسون في الحرم الجامعي في عام 2011م وتتضمن مبنى مكونًا من 25 طابقًا لدعم المساحات المكتبية الحالية واحتياجات النمو المستقبلية.
وفي عام 2011 أيضًا، قدمت مؤسسة خليفة بن زايد آل نهيان الإماراتية 150 مليون دولار أمريكي إلى إم دي أندرسون.
مبنى الشيخ خليفة بن زايد آل نهيان الجديد للرعاية الشخصية للسرطان هو مركز دولي للتميز السريري يركز على استخدام أحدث التطورات في المعلومات الجينية لتطوير علاجات آمنة وأكثر فعالية للمرضى على أساس كل حالة على حدة.
في عام 2012م، هُدِمَ مبنى هيوستن الرئيسي (في الأصل مبنى (بالإنجليزية: Prudential))، مع وجود خطط لإعادة تطوير الموقع. تم شراء المبنى في الأصل من قبل إم دي أندرسون في عام 1974م مقابل 18.5 مليون دولار.

## المنشآت

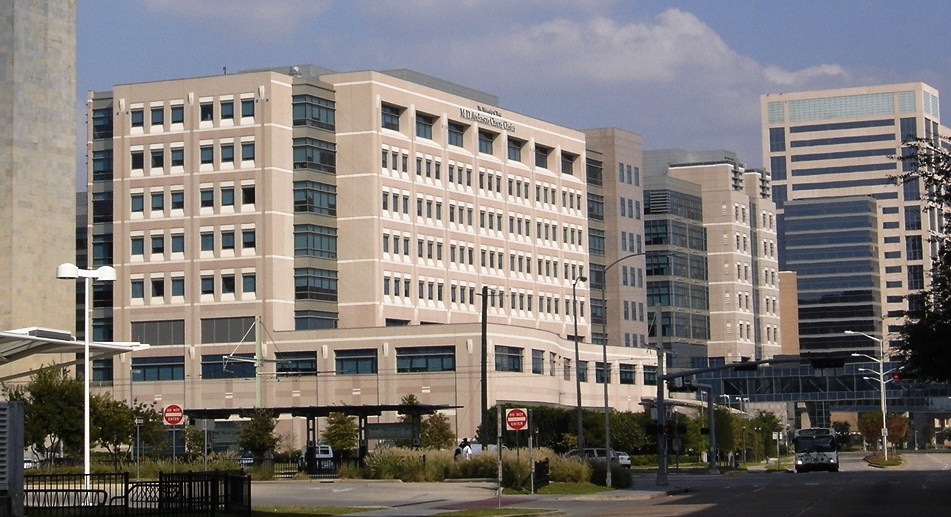
المبنى الرئيسي
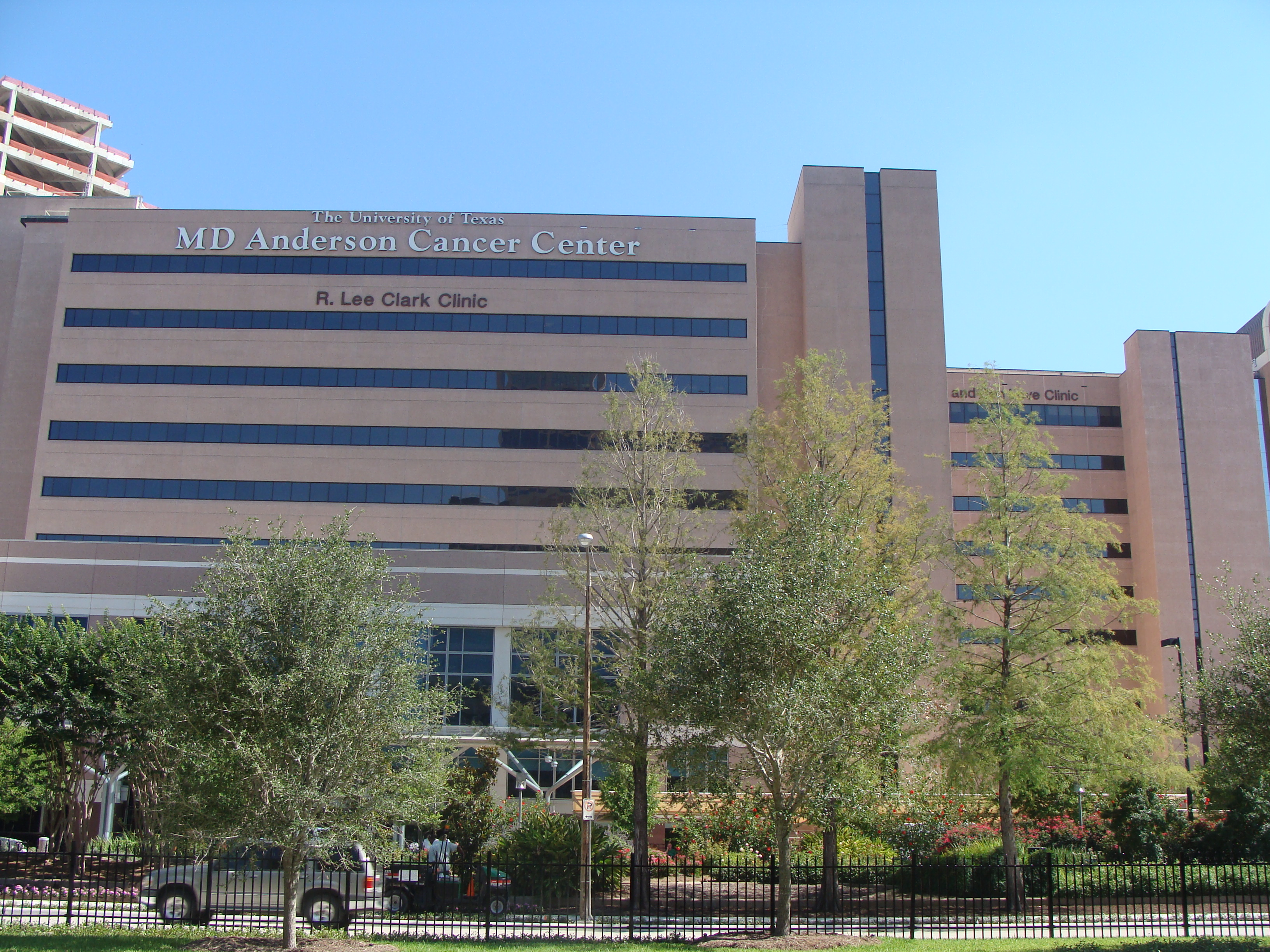
عيادة آر لي كلارك
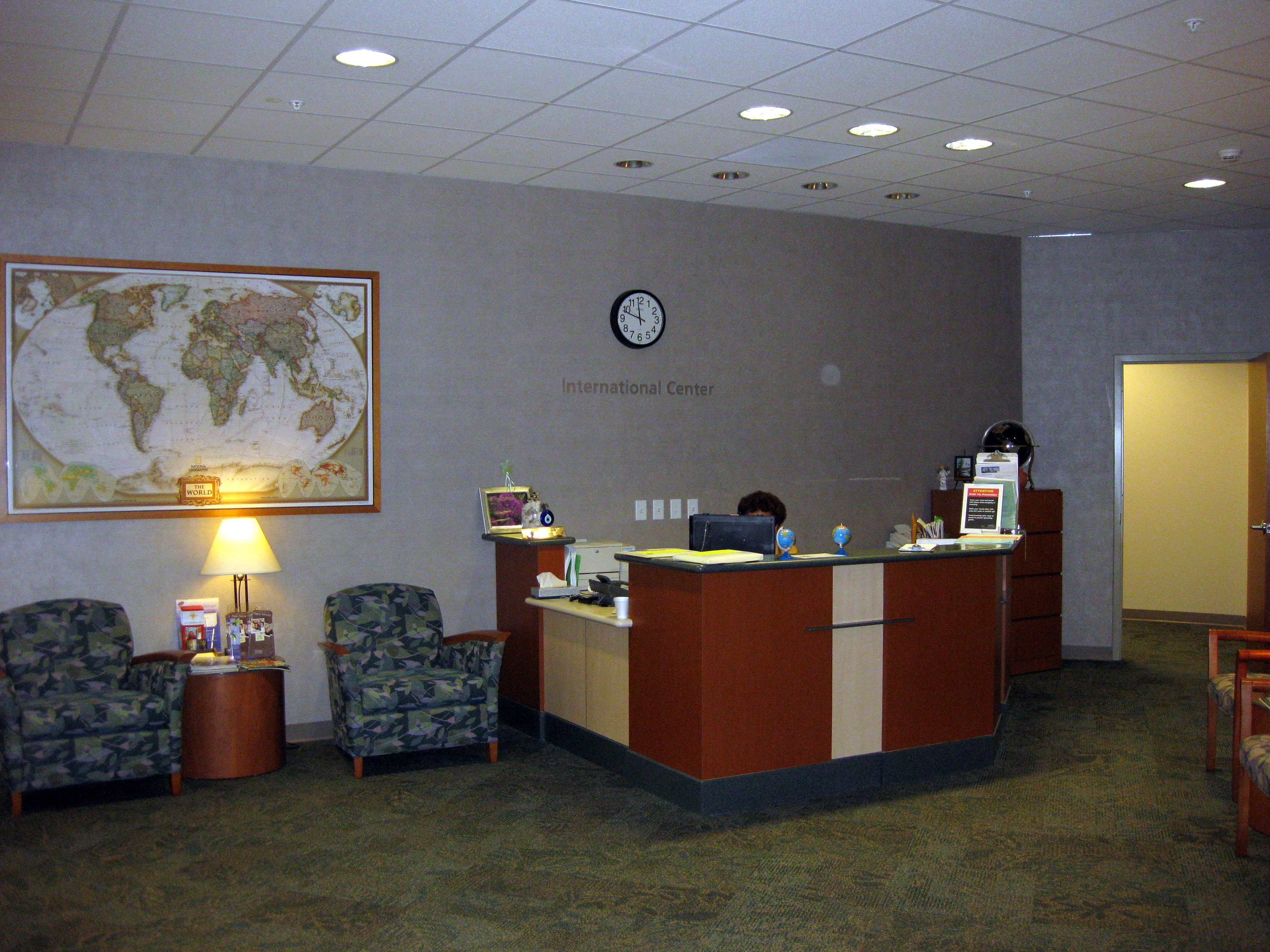
مركز العلاقات الدولية
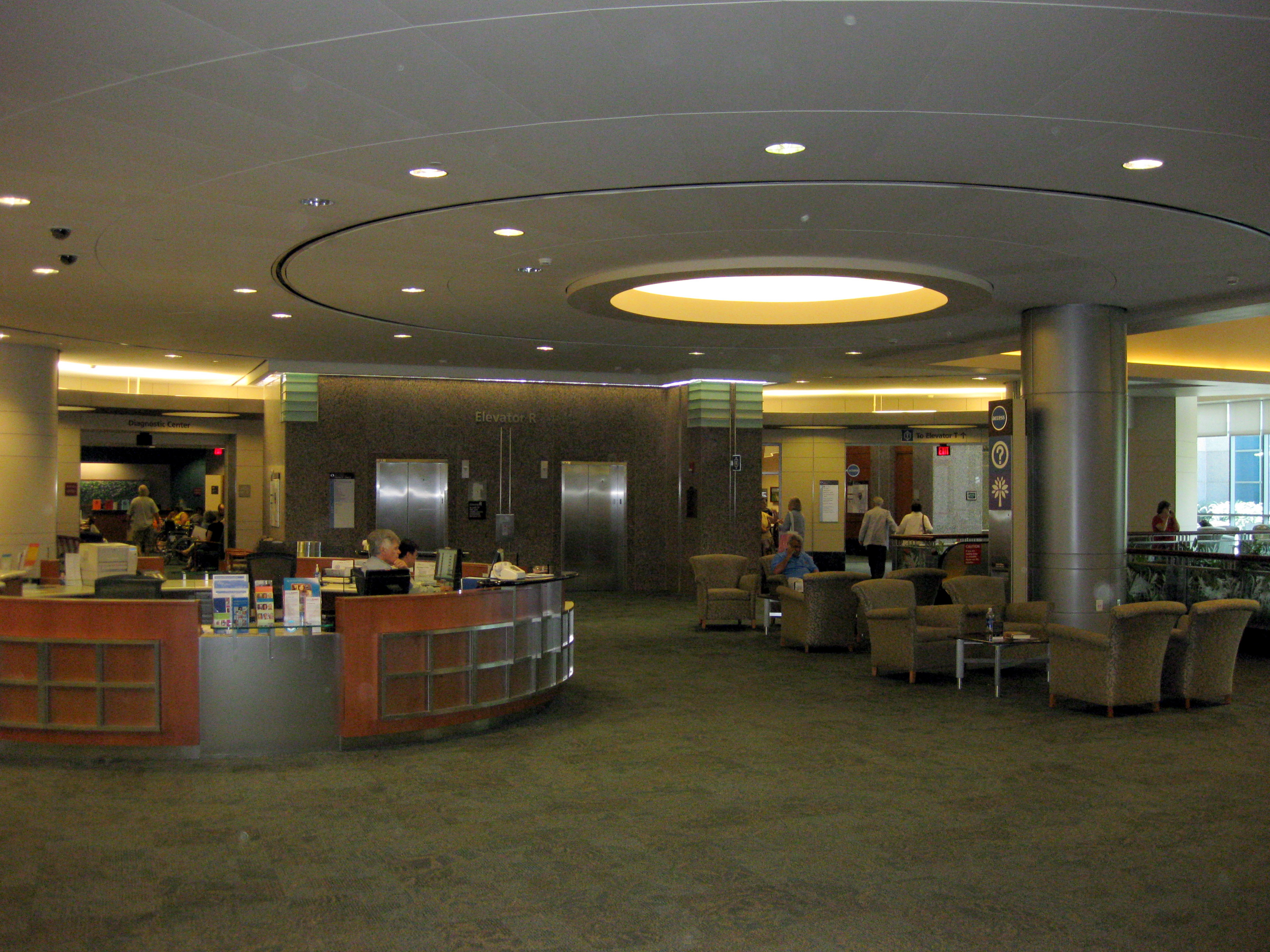
قاعة الاسستقبال في عيادة ميز

- عيادة لاميستر
- عيادة لاف
- مستشفى ألكيك
- مركز أبحاث المناعة من السرطان
- عيادة مايس
- مبنى الوقاية من السرطان
- نزل الروتاري الدولي (فندق).

## المرضى البارزين
- آن ريتشاردز، توفت في منزلها في أوستن بعد تلقي العلاج.[13]

## وصلات خارجية
- مركز إم دي أندرسون للسرطان (بالعربية)
- مركز إم دي أندرسون للسرطان (بالإنجليزية)
- مركز تكساس الطبي
- وصف الحرم الجامعي لجامعة تكساس
- مركز الفيزياء الإشعاعية (RPC)